# Campeonato Gaúcho de Futebol de 1946
O Campeonato Gaúcho de Futebol de 1946, foi a 26ª edição da competição no Estado do Rio Grande do Sul. A disputa continuava sendo realizada entre os campeões das regiões. O campeão deste ano foi o Grêmio.

## Participantes
| Equipe            | Cidade                | Classificação                     | Participação |
| ----------------- | --------------------- | --------------------------------- | ------------ |
| Floriano          | Novo Hamburgo         | Campeão da Região Nordeste        | 12ª *        |
| Grêmio            | Porto Alegre          | Campeão da Região Metropolitana   | 12ª          |
| Grêmio Santanense | Santana do Livramento | Campeão da Região Fronteira/Serra | 5ª           |
| Guarany           | Bagé                  | Campeão da Região Centro/Sul      | 7ª           |
| Rio-Grandense     | Rio Grande            | Campeão da Região Litoral         | 4ª           |

* Ex-Novo Hamburgo, a quarta participação como Floriano.

## Tabela

### Fase preliminar
| 13 de outubro de 1946 | Guarany de Bagé           | 2 – 3 | Grêmio Santanense                       |  |
|                       | Gol marcado · Gol marcado |       | Gol marcado · Gol marcado · Gol marcado |  |

| 15 de outubro de 1946 | Riograndense                            | 3 – 1 | Floriano    |  |
|                       | Gol marcado · Gol marcado · Gol marcado |       | Gol marcado |  |

### Semifinal
| 19 de outubro de 1946 | Riograndense              | 1[1] – 1[0] | Grêmio Santanense |  |
|                       | Gol marcado · Gol marcado |             | Gol marcado       |  |

### Finais
| 23 de março de 1947 | Riograndense              | 2 – 3 | Grêmio                                  |  |
|                     | Gol marcado · Gol marcado |       | Gol marcado · Gol marcado · Gol marcado |  |

| 30 de março de 1947 | Grêmio                              | 6 – 1 | Riograndense | Timbaúva, Porto Alegre (RS) |
|                     | Hélio · Cordeiro · Beresi · Bentevi |       | Gol marcado  |                             |

|  | Grêmio | Rio-Grandense-RG |

| GRÊMIO:           |  |             |
|                   |  |             |
| G                 |  | Júlio       |
| Z                 |  | Clarel      |
| Z                 |  | Joni        |
| M                 |  | Niedersberg |
| M                 |  | Touginha    |
| M                 |  | Sanguinetti |
| A                 |  | Cordeiro    |
| A                 |  | Beresi      |
| A                 |  | Santana     |
| A                 |  | Segura      |
| A                 |  | Hélio       |
| Treinador:        |  |             |
| Otto Pedro Bumbel |  |             |

| RIO-GRANDENSE-RG: |  |         |  |
|                   |  |         |  |
| G                 |  | Darci   |  |
| Z                 |  | Canelão |  |
| Z                 |  | Rui     |  |
| M                 |  | Vicente |  |
| M                 |  | Junção  |  |
| M                 |  | Quida   |  |
| A                 |  | Patinho |  |
| A                 |  | Heitor  |  |
| A                 |  | Severo  |  |
| A                 |  | Cleto   |  |
| A                 |  | Boneco  |  |
| Treinador:        |  |         |  |
|                   |  |         |  |

| Gauchão 1946               |
| -------------------------- |
| Grêmio Campeão (6º título) |